# Eli Shukron
Eli Shukron (hebraico: אלי שוקרון) é um arqueólogo israelense empregado pela Autoridade de Antiguidades de Israel. Ele fez várias descobertas significativas sobre o período do Segundo Templo de Jerusalém.
Em 2004, Shukron e o arqueólogo Ronny Reich escavaram a Piscina de Siloé, do período do Segundo Templo. A descoberta foi formalmente anunciada em 9 de agosto de 2005. A piscina foi usada para rituais de cura judaicos e é citada no Novo Testamento como o local de um milagre de cura de Jesus.
Em 2007, Shukron e Reich escavaram um antigo canal de água que drenou Jerusalém. Os itens descobertos no túnel parecem confirmar o relato de Flávio Josefo de que os judeus usavam o esgoto como refúgio e escapavam da cidade em chamas. Entre as descobertas, havia uma moeda rara de meio Shekel, usada para pagar o imposto do Segundo Templo; apenas sete outras moedas foram encontradas em escavações arqueológicas.
Em setembro de 2009, Shukron e Reich descobriram a antiga estrada de peregrinação de Jerusalém. Algumas seções limitadas estão atualmente abertas ao público.
Em maio de 2012, Shukron disse ao público que os arqueólogos, enquanto vasculhavam os destroços do local da escavação Cidade de David, ao sul das muralhas da Cidade Velha de Jerusalém, encontraram um fragmento de uma bula com o nome da cidade de Belém. É a primeira vez que Belém é mencionada fora da Bíblia desde o período do Primeiro Templo.
Em maio de 2014, Shukron afirmou ter descoberto a lendária Cidadela de Davi descrita na Bíblia durante sua escavação na antiga cidade de Davi, em Jerusalém Oriental.